# 杉山公章
杉山 公章（すぎやま こうしょう、Kohshow Sugiyama、本名：杉山 登（すぎやま のぼる）、2月2日 - ）は、日本の音楽家、歌手、ピアニストである。神奈川県 鎌倉市生まれ。
戦後のうたごえ運動を復活させた「歌声教室」、「歌声サロン」、「歌声コンサート」は全国で開催され、2009年にスタート以来、延べ2,000回以上の開催実績を持つ
。

## 略歴
1983年 鎌倉市在住の音楽プロデューサー平井哲三郎に師事する。
1986年 舞台サウンド・オブ・ミュージックに出演。そこで、舞台の楽しさや演技や演出に魅せられ、本格的な音楽活動に入る。
1988年 しばたはつみ、沢田聖子、などのコンサートで歌やピアノ演奏を担当。また、研ナオコのバックバンドを務め、テレビ番組にレギュラー出演する。

1990年 ドリフターズ (アメリカ)の日本ライブツアーでは、編曲やピアノ演奏、音楽監督を務める。
1992年 Jリーグ 湘南ベルマーレのオープニングイベントで音楽監督に抜擢される。
2004年 歌心塾を創立し、歌心運動を開始。
2009年 戦後の「うたごえ運動」を現代版にアレンジした「歌声サロン」開始。
2017年「歌声コンサート（歌声サロン）」2000回達成